# Jacques-René de Brisay
Treść tego artykułu może nie być zgodna z zasadami neutralnego punktu widzenia.
 Po wyeliminowaniu niedoskonałości należy usunąć szablon {{Dopracować}} z tego artykułu.
Jacques René de Brisay, markiz Denonville (ur. 10 grudnia 1637 w Denonville, zm. 22 września 1710 tamże) – gubernator Nowej Francji.
W czasie swego krótkiego, niespełna trzyletniego urzędowania, zdołał zaprzepaścić wiele osiągnięć swoich dwóch wielkich poprzedników. Za jego czasów złamany został pokój z Irokezami. Denonville wyruszył z trzytysięcznym oddziałem przeciw Indianom. Zniszczył szereg ich wiosek w dzisiejszym hrabstwie Seneca w stanie Nowy Jork, dokonując kilku pogromów. Po zakończeniu konfliktu zaprosił posłów indiańskich na rokowania, po czym ich uwięził i odesłał do Francji jako niewolniczych galerników. Po odwołaniu z kolonii został nauczycielem dzieci królewskich.